# Азербайджан (топоним)
Азербайджан — топоним, в разное время применявшийся к различным территориям, а также название современного государства в Восточном Закавказье.

## Этимология
Топоним «Азербайджан» происходит от парфянского и среднеперсидского Атурпатакан (Āturpātakān) — названия древнего государства Атропатена или Мидия Атропатена. Мидией Атропатеной (перс. Мад-и-Атурпаткан‎, Мидия Атропатова), или просто Атропатеной, после нашествия Александра Македонского стали называть северную часть Мидии, где создал себе царство последний ахеменидский сатрап Мидии Атропат (Атурпатак). Имя Атропат образовано из древнеперсидского «Āturpāt» - жрец-огнепоклонник (букв. «хранитель огня»). 
Другое её название у античных авторов — Малая Мидия. От названия «Атурпаткан» через среднеперсидское «Адербадган» (перс. Âzarâbâdagân‎) происходит современное название Азербайджан. Страна была населена ираноязычными племенами мидийцев. Географически историческая Мидия Атропатена была расположена большей частью на территории нынешнего Иранского Азербайджана в Иране и на юго-восточных районах Азербайджанской Республики и ограничивалась Араксом. Средневековые арабские географы толковали название по-другому, производя его, как следствие народной этимологии, от личного имени Адарбадор — «храм огня» или «хранитель огня» (от слов «адар» — огонь и «байкан» — хранитель), тем более что в Атропатене было действительно много зороастрийских храмов с горящими в них негасимыми огнями. Так, например, Якут аль-Хамави писал: «Некоторые полагают, что Азар означает „огонь“ на пехлевийском языке, а байган — „сторож“ или „хранитель огня“ и таким образом слово означает „храм огня“ или „хранитель огня“, что ближе к истине, ибо храмов огня в этих краях было очень много».
Азербайджанский историк XIX века Аббас Кули Ага Бакиханов связывал происхождение слова «Азербайджан» с именем знаменитого полководца Бабека, возглавлявшего восстание иранских хуррамитов против Арабского халифата в этом регионе. Бакиханов в своём труде «Гюлистан-Ирам» писал: «Кажется, что название Азербайджан происходит от слова Азер-Бабеган, которое арабы произносят Азербабеджан, что значит: „огонь Бабека“. Как бы там ни было, огнепоклонство, сколько нам известно, получило своё начало в крае, называемом ныне Азербайджан».

## Распространение названия

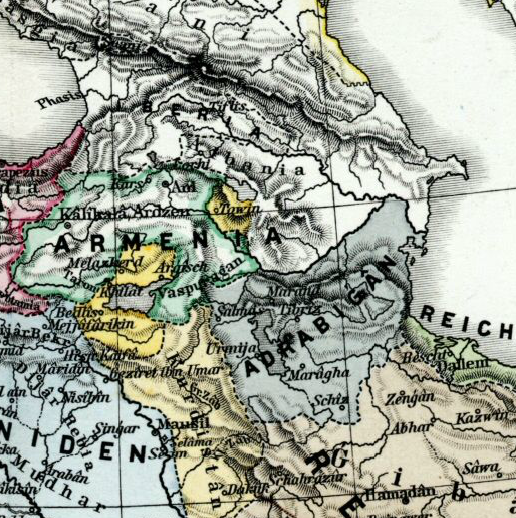
Азербайджан («Adrabigan») на «Карте исламских стран эпохи Буидов» 1877 года

До 1918 года (провозглашения Азербайджанской Демократической Республики на территориях Восточного и Южного Закавказья) под Азербайджаном понималась, прежде всего, территория вокруг озера Урмия, некогда занимавшаяся Атропатеной, к югу от реки Аракс.

### Средние века
В средние века арабский историк, географ и путешественник X века Аль-Масуди отмечал, что территория, к которой применялся топоним Азербайджан, расширялась и севернее Аракса. Муганскую степь на северо-востоке включал в Азербайджан также Ибн Хордадбех, но не включали другие географы. Последний описывает Арран и Азербайджан отдельно. Историческим центром Азербайджана всегда являлась горная территория к востоку от озера Урмия. Таким образом, в период ранней арабской географии Азербайджан охватывал в основном северо-западную часть Иранского плато, а его пределы не сильно отличались от нынешних северных границ Ирана. В любом случае, со стороны низменных территорий Закавказья область едва превышала русло Аракса. Известный российский востоковед Вл. Бартольд отмечает, что Аракс являлся границей между Азербайджаном и Арраном. Согласно британскому антропологу Ричарду Тапперу область Мугань расположена в историческом Азербайджане.
В сочинении «Нузхат ал-кулуб» Хамдаллаха Казвини (XIV век) Нахичевань и Ордубад на левом берегу реки Аракс указываются в Азербайджане.

### Новое время
При Сефевидах с целью получения налоговых доходов, определённые земли к северу от Аракса были присоединены к провинции Азербайджан. В период Сефевидов, по мнению М. Аткин, название «Азербайджан» применялось ко всем мусульманским ханствам Восточного Кавказа, а также области к югу от реки Аракс. Л. Локхарт также указывал, что персидская провинция Азербайджан в Сефевидский период был куда больше границ нынешнего Иранского Азербайджана. В большую провинцию Азербайджан входили более мелкие округа: Чухур-и-Саад в Персидской Армении, Нахичевань и Карабах. Несмотря на подобную административно-терриорильную конфигурацию, современники, жившие на Юго-Восточном Кавказе, не считали своей родиной «Азербайджан».
Согласно энциклопедии «Ираника», термин «Азербайджан» при Сефевидах (XVI—XVII вв.) использовался для обозначения некоторых территорий к северу от Аракса, административно подчинявшихся наместникам провинции Азербайджан, но после падения Сефевидов постепенно вышел из употребления в этом смысле; азербайджанские авторы XIX века из России (Мирза Адигезаль-бек и Мирза Джамал Джеваншир) употребляют его только в отношении земель к югу от Аракса. 
С другой стороны Джеймс Д. Кларк в монографии «История иранской провинции Азербайджан (1848—1914)» пишет, что общепризнанных границ Азербайджана не было, и иранские авторы то включали в него кавказские провинции к северу от Аракса, то нет. Сам Кларк называет реку Аракс границей между провинцией Азербайджан Каджарского Ирана и Арменией.  
В официальной хронике Ага Мухаммеда Каджара авторства Сарави указывается, что Каджары по происхождению были из «подобной раю провинции Сирия» (Velayat-e eram-neshan-e Sham) до того, как «жемчужина (племени) остановилась и поселилась и пустила корни в сокровищнице Гянджи в Азербайджане» (in javaher ra ganjineh-ye Ganjeh-ye Azarbaijan tavaqqof va tamakkon va tavatton etefaq oftad). 
При императоре Александре III (1881—1894) европейскими учеными и журналистами понемногу стал использоваться термин «Азербайджан» для обозначения земель Ширвана и Аррана, выделенных в Бакинскую и Елисаветпольскую губернии. В России этому примеру последовали лишь после 1917 года вследствие того, что на этих землях жили родственные персидским азербайджанские тюрки.

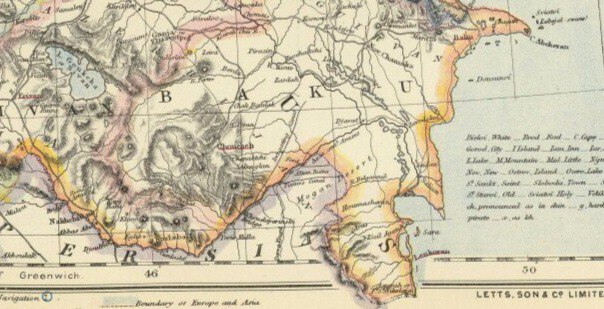
Азербайджан (Azerbijan) на карте 1883 года

Генеральный консул Великобритании в Персии Кит Эбботт сообщал в 1863 году, что «страна, известная персам как Азербайджан, поделена между ими и Россией, при этом последней принадлежит около пяти восьмых от общей площади, которая по грубым оценкам занимает территорию приблизительно в 80,000 квадратных миль, или примерно соответствует размеру Великобритании; таким образом, 50,000 квадратных миль — это протяженность части, принадлежащей России, и 30,000 остается за Персией».

### Новейшее время
Термин «Азербайджан» впервые был использован в качестве официального названия государства 28 мая 1918 года — тогда была провозглашена Азербайджанская Демократическая Республика, большая часть территории которой соответствует историческим областям Арран и Ширван. Однако ещё в начале 1920-х годов название «Азербайджан» в Закавказье недостаточно устоялось.
Ведущие специалисты по истории региона И. М. Дьяконов и В. Ф. Минорский отмечают, что до XX века термин «Азербайджан» употреблялся только в отношении тюркоговорящего региона северо-западного Ирана. По мнению В. В. Бартольда, «если нужно было бы придумать термин для всех областей, которые объединяет сейчас Азербайджанская Республика, то, скорее всего, можно было бы принять название Арран».
15—20 апреля 1917 года в Баку состоялось заседание Конгресса мусульман Кавказа, где была сделана первая попытка определить азербайджанские стремления в условиях нового революционного переворота. Во время заседания Конгресса были услышаны откровенные требования автономного статуса для Азербайджана. Но по предложению Гаджи Зейналабдина Тагиева само название «Азербайджан» было убрано из окончательного текста резолюции.

Карта Азербайджанской Демократической Республики, представленная МИД АДР на Парижской мирной конференции

28 мая 1918 года мусульманская фракция Закавказского сейма на своём заседании приняла решение декларировать независимость кавказского государства Азербайджан, объявив себя Временным Национальным советом Азербайджана. В радиограмме министрам иностранных дел ряда государств о провозглашении независимости Азербайджана премьер Фатали Хан-Хойский счёл необходимым сделать следующее пояснение: «Азербайджана, состоящего из восточного и южного Закавказья». Однако Иран ответил на эту декларацию протестом, подозревая новую республику в посягательствах на свою северо-западную провинцию. Правительство Азербайджанской Демократической Республики использовало термин «Кавказский Азербайджан» в своих документах для обращения за рубежом, чтобы развеять иранские опасения. Таким образом, название «Азербайджан» было применено и для Аррана, одной из исторических областей Большого Ирана, антироссийски настроенными сепаратистами, и включало в себя территории ранее существовавших здесь ханств. 
Как полагают В. В. Бартольд, И. М. Дьяконов и В. А. Шнирельман, подозрение иранских властей имело реальные основания, поскольку при создании Азербайджана мусаватисты полагали, что он составит единое целое с Иранским Азербайджаном. Австрийский иранист Берт Фрагнер отмечает, что уже в СССР в соответствии с принципами советского национализма исторический регион Азербайджан был переосмыслен как «Южный Азербайджан» с целью освобождения и воссоединения его с Азербайджанской Республикой, трактуемой как «Северный Азербайджан», что Фрагнер характеризует как захватническую манипуляцию.